# Гру Гаммерсенг
Гру Гаммерсенг (норв. Gro Hammerseng, нар. 10 квітня 1980) — норвезька гандболістка, олімпійська чемпіонка. Чемпіонка Європи.

## Виступи на Олімпіадах
| Олімпіада  | Дисципліна | Місце  |
| ---------- | ---------- | ------ |
| Пекін 2008 | гандбол    | Золото |

## Особисте життя
Відкрита лесбійка. Певний час зустрічалася з гандболісткою Катею Нюберг.